# Mosze Joffe
Mosze Joffe (ros. Моше Иоффе) (ur. 1897, zm. 28–31 lipca 1942 w Mińsku) – przewodniczący Judenratu w mińskim getcie od lutego do lipca 1942.
Określany w literaturze jako pochodzący z Polski kompozytor lub adwokat, względnie wileński fabrykant, był w początkowym okresie istnienia getta tłumaczem z języka niemieckiego zatrudnionym w Judenracie. Po aresztowaniu Ilii Muszina w lutym 1942 objął przewodnictwo nad mińskim gettem. Zginął w czasie pogromu, jaki miał miejsce w getcie w dniach 28–31 lipca 1942.